# Духовні вправи Ігнатія Лойоли

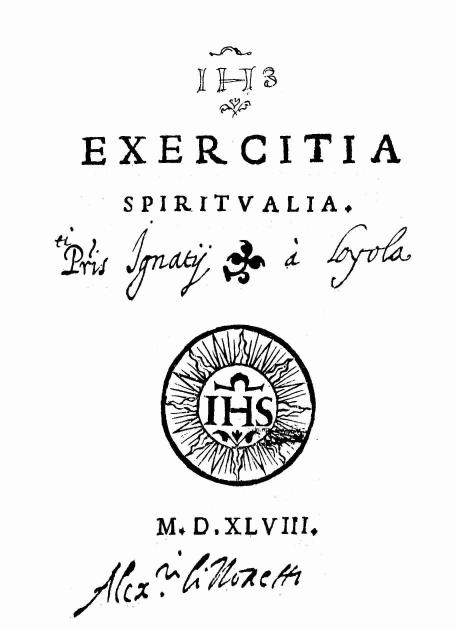
Exercitia spiritualia
1548

Духовні вправи Святого Ігнатія Лойоли — методика християнської медитації, молитов та роздумів, які допомагають краще пізнати себе та Бога.
Духовні вправи були створені засновником ордену Єзуїтів Святим Ігнатієм Лойолою бл. 1522–1524 рр.
Самі вправи розділені на чотири тематичні «тижні» різної довжини, призначені для здійснення їх протягом періоду від 28 до 30 днів. Вони були складені з метою допомоги розгледіти Ісуса в житті Ігнатія, що призвело потім до персонального зобов'язання слідувати та служити йому. Хоча в основі духових вправ лежать католицькі догмати віри, ці вправи, в наш час[коли?] виконуються не тільки католиками.
Найвідомішими молитвами з книги «Духовні вправи» є: Suscipe та Anima Christi.

## Суть вправ
Св. Ігнатій в 1-му випуску книги «Духовних Вправ» пише:
Під назвою «Духовні вправи» мається на увазі будь-який спосіб виконання іспиту совісті, медитації (роздумування, розмірковування, розважання, Богомислення), контемпляції (споглядання, молитви серця), молитви вголос (усна) і подумки (умової чи внутрішньої молитви) та інші духовні діяння, про які мова йтиме далі. Бо як прогулянка, ходьба і біг є вправами тілесними, так різні способи підготування і формування душі до спроможності звільнитись від усякого невпорядкованого потягу, є духовними вправами. А коли звільниться — щоб шукала Божу волю і віднаходила такий порядок свого життя, щоб він служив для її спасіння.